# Jeffrey Steingarten

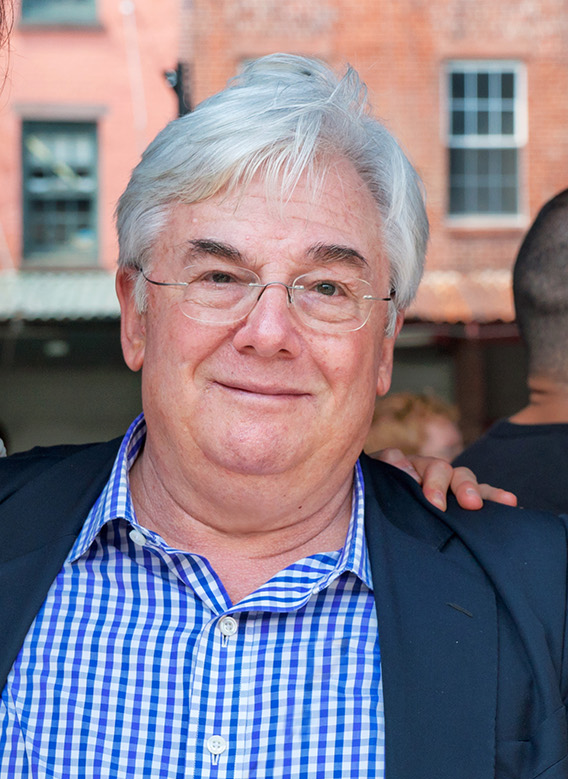
Jeffrey Steingarten (2011)

Jeffrey L. Steingarten (* 1945 in Hewlett Neck, Long Island, New York) ist ein US-amerikanischer Rechtsanwalt und Gastronomiekritiker. Steingarten wurde populär durch seine gastrosophischen Kolumnen in der Modezeitschrift Vogue, die er auch in Büchern veröffentlichte.

## Biographie
Steingartens Großvater war ein Lebensmittelhändler in der Lower East Side in New York City, sein Vater arbeitete als Rechtsanwalt für Sachenrecht. Er wuchs mit seiner Schwester Lois in Hewlett Neck, N.Y. im Nassau County auf. Während einer Frankreichreise mit seinen Eltern wurde sein Interesse für die Kochkunst bei einem Soufflé geweckt. Er studierte Jura an der Harvard Law School bis zum Examen 1968. In der Zeit seines Studiums entdeckte er seine Freude am humorvollen Schreiben und wurde Redakteur bei der universitären Satire-Zeitschrift The Harvard Lampoon. In den 1960er-Jahren war er ein regelmäßiger Zuschauer der ersten US-amerikanischen Kochsendung mit Julia Child. Ihr Studio lag an seinem Studienort in Cambridge, er kochte ihre Gerichte nach und kaufte die Zutaten da, wo sie auch einkaufte. Daraus entwickelte sich eine lebenslange Freundschaft.
1977 vermittelte ihn der heutige Abgeordnete im US-Repräsentantenhaus, Barney Frank, als Assistent für den damaligen Bostoner Bürgermeister Kevin White. Er forschte zunächst über den Zusammenhang von Armut und der Gesetzgebung zur seelischen Gesundheit. Danach praktizierte er als Rechtsanwalt in Manhattan. Mit zunehmendem beruflichen Erfolg konnte er sich kulinarische Reisen um die Welt leisten. Durch Freunde wurde er 1988 mit der britischen Journalistin Anna Wintour bekannt, die damals Chef-Redakteurin bei der Zeitschrift House & Garden war. Sie kamen darin überein, dass er einen Artikel mit 500 bis 800 Wörtern über die Frage schreiben sollte, ob Fisch wirklich in einem Mikrowellenherd zubereitet werden kann. Nachdem er zwölf Herde ausprobiert hatte, wuchs sein Aufsatz auf 4200 Wörter an, was Wintour jedoch akzeptierte. Als sie 1989 zu Vogue wechselte, gab Steingarten seine Kanzlei auf und arbeitete von da an als Gastronomiekritiker bei Vogue. Seit 1996 schreibt er auch für das Online-Magazin Slate.
Steingarten erstellt Reportagen über seine kulinarischen Reisen und Besuche zahlreicher Chefköche. Dennoch hält er sich nicht für einen Gourmet-Snob, der nur der Gourmandise (Schlemmerei) zugetan ist, sondern konfrontierte sich auch mit Speisen, die ihm zunächst zuwider waren (z. B. Gimchi). In seinen Essays beschreibt er zudem die Versuche, spezielle Gerichte nachzukochen und zu perfektionieren (z. B. Turducken, Coq au Vin u. Ä.). Außerdem berichtet er über die Geschichte verschiedener bekannter Speisen (z. B. Caesar Salad). Steingartens Streben nach kulinarischer Perfektion ist so ausgeprägt, dass er auch viel Zeit und Mühe für die Suche nach der jeweils besten Zutat (z. B. Salzsorten) oder der besten Zubereitung eines bestimmten Lebensmittels (z. B. Baguettes) verwendet. In der deutschen Illustrierten stern wurden daher seine Essays als „Forschungsberichte“ gelesen, Steingarten sei „ein Alexander von Humboldt des Kulinarischen, der einer Delikatesse kauend und schmeckend bis an die Quelle folgt.“
Nicht nur seine Kolumnen fanden ein großes Interesse, auch seine Persönlichkeit wurde zum Gegenstand von Reportagen. In der Kochsendung Iron Chef America  tritt er regelmäßig als Jurymitglied auf, wo er mit Genauigkeit und Vehemenz die Gerichte der Köche beurteilt. 1998 war er in der Jury des «Grand Prix de la Baguette» de la Ville de Paris.
Sein deutscher Kritikerkollege Jürgen Dollase lobt einerseits sein Detailwissen und unterhaltsamen Stil, vermisst aber bei Steingartens Fabulierlust Nüchternheit und Objektivität. Wolfram Siebeck hält dagegen Steingartens Stil und „gründliche“ Informationen für „selbstverständliche, journalistische Tugenden sollte man meinen, die man jedoch nicht unbedingt in unseren Gourmetmagazinen oder in der FAZ finden würde.“
1977 heiratete er Caron Smith, sie nahm 1998 eine Stelle am San Diego Museum of Art an, wo sie als Kuratorin für Asiatische Kunst arbeitete. Heute ist sie am Rubin Museum of Art in New York tätig. Steingarten lebt im New Yorker Flatiron District, einem Stadtteil von Manhattan. In seinem Loft ist nicht nur sein Kochlabor, sondern auch eine umfassende gastrosophische Bibliothek mit 15 m Länge und 4,50 m Höhe und weiteren Buchstapeln untergebracht.

## Auszeichnungen
- 1994: Ritter des Ordre national du Mérite
- 1997: Julia Child Cookbook Award für sein Buch The Man Who Ate Everything

## Werke
- The Man Who Ate Everything. Vintage, New York 1998, ISBN 0-375-70202-4, (engl.)
- It Must've Been Something I Ate. Knopf, New York 2002, ISBN 0-375-41280-8 (engl.)
- Der Mann, der alles isst. Aufzeichnungen eines Gourmets. Rogner & Bernhard, Berlin 2004, ISBN 3-8077-0089-7
- Der Mann, der alles isst. Zweiter Gang. Neues vom berüchtigten Gourmet. Rogner & Bernhard, Berlin 2006, ISBN 3-8077-1014-0

## Zitat
„Dieser Herr hat alles, was guten amerikanischen Journalismus auszeichnet: Faktenreichtum, Selbstironie, Witz, Fantasie, Formulierungskunst ohne Verblasenheit.“